# Structure pyramidale des ligues de football en Hongrie
La structure pyramidale des ligues de football en Hongrie désigne le système de classement officiel des ligues et divisions du football hongrois.

## Généralités
Le football hongrois est structuré par un total de 8 échelons hiérarchiques. Les 3 premiers se joue à l'échelle nationale, la D1 en poule unique et la D2 et la D3 en poule multiples où chaque club y évolue suivant sa position géographique. À partir de la 4e division, le football bascule dans le monde régional et il s'axe autour des 19 comitats de Hongrie plus la capitale Budapest, considérée couramment comme le 20e comitat du pays bien qu'ayant un statut particulier. Ainsi, les 20 ligues régionales possèdent leur propre hiérarchie et subdivisent jusqu'à la D8 le cas échéant.

## Structure des championnats
| Niveau | Championnat                         | Championnat                         | Championnat                         |                                     |
| ------ | ----------------------------------- | ----------------------------------- | ----------------------------------- | ----------------------------------- |
| 1      | Nemzeti Bajnokság I 12 clubs        | Nemzeti Bajnokság I 12 clubs        | Nemzeti Bajnokság I 12 clubs        | Nemzeti Bajnokság I 12 clubs        |
| 2      | Nemzeti Bajnokság II 16 clubs       | Nemzeti Bajnokság II 16 clubs       | Nemzeti Bajnokság II 16 clubs       | Nemzeti Bajnokság II 16 clubs       |
| 3      | NB III – Groupe Nord-Est 16 clubs   | NB III – Groupe Nord-Ouest 16 clubs | NB III – Groupe Sud-Est 16 clubs    | NB III – Groupe Sud-Ouest 16 clubs  |
| 4      | Megye I 20 ligues sont concernées   | Megye I 20 ligues sont concernées   | Megye I 20 ligues sont concernées   | Megye I 20 ligues sont concernées   |
| 5      | Megye II 20 ligues sont concernées  | Megye II 20 ligues sont concernées  | Megye II 20 ligues sont concernées  | Megye II 20 ligues sont concernées  |
| 6      | Megye III 20 ligues sont concernées | Megye III 20 ligues sont concernées | Megye III 20 ligues sont concernées | Megye III 20 ligues sont concernées |
| 7      | Megye IV 6 ligues sont concernées   | Megye IV 6 ligues sont concernées   | Megye IV 6 ligues sont concernées   | Megye IV 6 ligues sont concernées   |

## Sources
- (en) Cet article est partiellement ou en totalité issu de l’article de Wikipédia en anglais intitulé « Hungarian football league system » (voir la liste des auteurs).